# Four Eyes!
Four Eyes! è una serie televisiva a cartoni animati francese.
In Italia è stata trasmessa su Disney Channel dal 12 giugno 2006.

## Trama
La serie racconta di una ragazza che porta un paio di occhiali; la serie si chiama appunto "Quattr'occhi", tipica espressione di scherno per chi porta gli occhiali.

## Personaggi e doppiatori
| Personaggio     | Doppiatore originale | Doppiatore italiano |
| --------------- | -------------------- | ------------------- |
| Emma            | Jules de Jongh       | Antonella Baldini   |
| Pete            | Lizzie Waterworth    | Alessia La Monica   |
| Skyler          | Eric Myers           | Fabrizio De Flaviis |
| Alexis          | Lizzie Waterworth    | -                   |
| Roland          | Regina Candler       | -                   |
| Miss Doager     | Joanna Ruiz          | -                   |
| Direttore Payne | Tom Clarke Hill      | -                   |

## Episodi

### Stagione 1
1. Who's Who? / So Dreamy
2. The Test / Bad Hair Day
3. Goal Oriented / They Are Among Us
4. Zoo-Illogical / Miss Dowager's Secret
5. Science Friction / Parents From Space
6. The Fifth Emma / Cold Hearted
7. Lost Connection / Pete and Re-Pete
8. Headmaster Emma / Making Plans for Pete
9. Miss Academy Mishap / Falling Star
10. Miss Pop Hilarity / Plasmic Psycho Alien-Alysis
11. Cheaters Never Win / No Payne No Gain!
12. Frog Day Afternoon / The Last Judgment
13. Gone to the Dogs / Roomies

### Stagione 2
1. The Pool / Who Needs You
2. Alter Ego / Less Humanity Please!
3. Til Debt Do Us Part / The Unknown Comic
4. Homesick Is Where The Heart Is / Mad About You
5. Desperately Seeking Skyler / Love is for Dummies
6. Venus de Pete / The Loch Ness Emma
7. Back to Nature / Spoiled Milk
8. Big Bang Boom / Two Faced Emma
9. The Milk Man / Radio Free Earth
10. Fish Feud / Ben and Julie
11. Monkey See Monkey Do / Mother's Day